# Koolagurki, Srinivaspur
Koolagurki là một làng thuộc tehsil Srinivaspur, huyện Kolar, bang Karnataka, Ấn Độ.